# 魔女に白い花束を
『魔女に白い花束を』（まじょにしろいはなたばを）は、曽祢まさこによる日本の漫画作品。
原作はマリアンヌ・マイドルフの『魔女グレートリ アルプスの悲しい少女』。
『なかよし』（講談社）にて連載された。連載一回目は1978年の『増刊なかよし』3月号。

## 書誌情報
- 魔女に白い花束を 1、初版発行日 1978年9月5日
- 魔女に白い花束を 2、初版発行日 1978年11月4日
  - 風がはこんだ初恋／木もれ日の部屋